# الوهط والوهيط
الوهط والوهيط، أحد المستوطنات الأثرية المندثرة الواقعة في غرب مدينة الطائف غرب المملكة العربية السعودية، ازدهرت المستوطنة في الفترة مابين العصر الأموي والعصر العباسي.

## الوصف
تقع الوهط غرب الطائف، يفصلها عن المثناة الطريق الدائري الموصل إلى الشفا وشهار للقادم من طريق مكة المكرمة - الهدا - الطائف. تتناثر بين أطلال هذه المستوطنة كسر زجاجية وفخارية وخزفية مما ينسب إلى العصر الأموي والعصر العباسي، علاوة على مقبرتين: إحداهما جاهلية والأخرى إسلامية، وكذلك آبار دائرية ضيقة مطوية بالحجارة٬ ويظهر أن بستان عمرو بن العاص المشهور ذكره في المصادر التاريخية كان في هذه المستوطنة.وبها مزارع وعين كبيرة إلا أنها الآن ضعيفة ، وقد ذكرها أبو الفرج الأصفهاني في قصة تأبط شراً وسطواته قائلاً:"أغار تأبط شراً ومعه ابن براق الفهمي على بجيلة فأطردا لهما نعماً ونذرت بهما بجيلة فخرجت في آثارهما فسبقوهما إلى الوهط وهو ماء لعمرو بن العاص بالطائف فدخلوا لهما قصبة العين وجاءا وقد بلغ العطش منهما إلى العين .."،أما الوهيط تقع على جهة الوادي اليسرى عند التقاء وادي المخاضة بشقرى شمال شرق جبل برد الواقع غرب الطائف، وظلت هذه العين دامرة حتى تم الكشف عنها في اوائل القرن الرابع عشر الهجري، وقد حُفرت هذه العين وعمرت بعد عين الوهط لكون دبلها متقاطعاً مع دبل الوهط.

## انظر ايضاً
- الطائف
- المثناة

## وصلات خارجية
- جولة داخل متنزه الوهط والوهيط بالطائف.
- منتزه الوهط والوهيط.